# Фактормножество
Фактормножество — множество всех классов эквивалентности для заданного отношения эквивалентности {\displaystyle \sim } на множестве {\displaystyle X}, обозначается {\displaystyle X/\!\sim }. Разбиение множества на классы эквивалентных элементов называется его факторизацией.
Отображение из {\displaystyle X} в множество классов эквивалентности {\displaystyle X/\!\sim } называется факторотображением. Благодаря свойствам отношения эквивалентности, разбиение на множества единственно. Это означает, что классы, содержащие {\displaystyle \forall x,\;y\in X}, либо не пересекаются, либо совпадают полностью.
Для любого элемента {\displaystyle x\in X} однозначно определён некоторый класс из {\displaystyle X/\!\sim }, иными словами существует сюръективное отображение из {\displaystyle X} в {\displaystyle X/\!\sim }. Класс, содержащий {\displaystyle x}, иногда обозначают {\displaystyle [x]}.
Если множество снабжено структурой, то часто отображение {\displaystyle f\colon X\to X/\!\sim } можно использовать, чтобы снабдить фактормножество {\displaystyle X/\!\sim } той же структурой; например классы эквивалентности топологического пространства можно снабдить индуцированной топологией (факторпространство), классы эквивалентности алгебраической системы снабдить теми же операциями и отношениями (факторсистема).

## Применения и примеры
Если задано сюръективное отображение {\displaystyle f\colon X\to Y}, тогда на множестве {\displaystyle X} задаётся отношение {\displaystyle x\sim x'\iff f(x)=f(x')}. Можно рассмотреть фактормножество {\displaystyle X/\!\sim }. Функция {\displaystyle f} задаёт естественное взаимно-однозначное соответствие между {\displaystyle X/\!\sim } и {\displaystyle Y}.
Факторизацию множества разумно применять для получения нормированных пространств из полунормированных, пространств со скалярным произведением из пространств с почти скалярным произведением и пр. Для этого вводится соответственно норма класса, равная норме произвольного его элемента, и скалярное произведение классов как скалярное произведение произвольных элементов классов. В свою очередь отношение эквивалентности вводится следующим образом (например для образования нормированного факторпространства): вводится подмножество исходного полунормированного пространства, состоящее из элементов с нулевой полунормой (кстати, оно линейно, то есть является подпространством) и считается, что два элемента эквивалентны, если разность их принадлежит этому самому подпространству.
Если для факторизации линейного пространства вводится некоторое его подпространство и считается, что если разность двух элементов исходного пространства принадлежит этому подпространству, то эти элементы эквивалентны, то фактормножество является линейным пространством и называется факторпространством.
Проективную плоскость {\displaystyle \mathbb {R} P^{2}} можно определить как факторпространство двумерной сферы, задав отношение эквивалентности {\displaystyle (x,\;y,\;z)\sim (-x,\;-y,\;-z)}.
Бутылку Клейна можно представить как факторпространство цилиндра {\displaystyle S^{1}\times [0,\;1]} по отношению эквивалентности {\displaystyle (\varphi ,\;0)\sim (-\varphi ,\;1)} ({\displaystyle \varphi \in [-\pi ,\;\pi ]} — угловая координата на окружности).

## Свойства
Факторотображения q : X → Y описывается среди сюръективных отображений следующим свойством: если Z является каким-либо топологическим пространством и f : Y → Z является какой-либо функцией, то f является непрерывным тогда и только тогда, когда f ∘ q непрерывна.
Факторпространство X/~ вместе с факторотображением q : X → X/~ описывается следующим универсальным свойством: если g : X → Z является непрерывным отображением, таким что если из a ~ b следует g(a) = g(b) для всех a и b из X, то существует единственное отображение f : X/~ → Z, такое что g = f ∘ q. Мы говорим, что g спускается до факторотображения.
Непрерывные отображения, определённые на X/~ поэтому являются в точности такими отображениями, которые возникают из непрерывных отображений, определённых на X, которые удовлетворяют отношению эквивалентности (в смысле, что они переводят эквивалентные элементы в один и тот же образ). Этот критерий обширно используется при изучении факторпространств.
Если дана непрерывная сюръекция q : X → Y, полезно иметь критерий, по которому можно определить, является ли q факторотображением. Два достаточных условия — q является открытым или закрытым отображением. Заметим, что эти условия являются лишь достаточными, но не необходимыми. Легко построить примеры факторотображений, которые не являются ни открытыми, ни закрытыми. Для топологических групп факторотображение является открытым.

## Совместимость с другими топологическими понятиями
- Отделимость
  - В общем случае факторпространства плохо себя ведут относительно аксиом отделимости. Свойства отделимости множества X не обязательно наследуются при X/~ и X/~ могут иметь свойства отделимости, не существующие в X.
  - X/~ является пространством T1[англ.] тогда и только тогда, когда любой класс эквивалентности ~ замкнут в X.
  - Если факторотображение открыто[англ.], то X/~ является хаусдорфовым пространством тогда и только тогда, когда ~ является замкнутым подмножеством произведения пространств X×X.
- Связность
  - Если пространство связно или линейно связно, то таковыми являются все его факторпространства.
  - Факторпространство односвязного или стягиваемого пространства не обязательно будет обладать этими свойствами.
- Компактность
  - Если пространство компактно, таковыми будут и все его факторпространства.
  - Факторпространство локально компактного пространства не обязательно локально компактно.
- Размерность пространства
  - Топологическая размерность факторпространства может быть больше (а может быть и меньше) размерности исходного пространства; заполняющие пространство кривые дают такие примеры.